# National Television Awards
O National Television Awards (muitas vezes abreviado para NTAs) é uma cerimônia anual que premia os maiores destaques da televisão britânica. Eles são transmitidos desde sua primeira edição em 1995 pela rede ITV. Os vencedores são escolhidos por votação do público em geral.
De 1996 a 2009 as cerimônias de premiações eram realizadas em outubro, e em 2010 passaram a ser apresentadas em janeiro, tendo Dermot O'Leary como anfitrião da cerimônia, substituindo Trevor McDonald. Desde 2010 os prêmios são entregues na O2 Arena de Londres.
Ao contrário do BAFTA TV Awards e de outras cerimônias de premiação semelhantes, o NTAs permite que programas estrangeiros sejam indicados, desde que tenham sua estreia em um canal do Reino Unido durante o período elegível.

## História
A primeira cerimônia do National Television Award foi realizada em agosto de 1995 e foi apresentada por Eamonn Holmes no Centro de Conferências de Wembley em Wembley Park. De 1996 em diante, eles foram tradicionalmente realizados em outubro no Royal Albert Hall e apresentado por Sir Trevor McDonald. McDonald deixou a função após 12 anos em 2008. Em 2009, os NTAs passaram a ser entregues de outubro para janeiro, portanto, não houve nenhum evento naquele ano. Para a cerimônia de 2010, Dermot O'Leary assumiu como apresentador (até 2019), e a cerimônia foi organizada no The O2 pela primeira vez.
Em 4 de outubro de 2019, em um vídeo postado nas redes sociais, o comediante e escritor David Walliams foi anunciado como o novo apresentador dos NTAs para 2020. Apesar disso, a cerimônia permaneceu na O2 pelo 10º ano consecutivo. A 26ª cerimônia ocorreria originalmente em 26 de janeiro, foi adiada para 20 de abril devido à pandemia de COVID-19, e, em seguida, adiada novamente para 9 de setembro. Em maio de 2021, foi anunciado que Joel Dommett apresentaria a 26ª cerimônia substituindo Walliams.

## Cerimônias
| Edição | Data                  | Local                             | Apresentador(a) | Vencedor do Prêmio Especial de Reconhecimento |
| ------ | --------------------- | --------------------------------- | --------------- | --------------------------------------------- |
| 1ª     | 30 de agosto de 1995  | Centro de Conferências de Wembley | Eamonn Holmes   | Julie Goodyear                                |
| 2ª     | 9 de outubro de 1996  | Royal Albert Hall                 | Trevor McDonald | David Jason                                   |
| 3ª     | 8 de outubro de 1997  | Royal Albert Hall                 | Trevor McDonald | Robson Green                                  |
| 4ª     | 27 de outubro de 1998 | Royal Albert Hall                 | Trevor McDonald | John Thaw                                     |
| 5ª     | 26 de outubro de 1999 | Royal Albert Hall                 | Trevor McDonald | Michael Barrymore                             |
| 6ª     | 10 de outubro de 2000 | Royal Albert Hall                 | Trevor McDonald | Chris Tarrant                                 |
| 7ª     | 23 de outubro de 2001 | Royal Albert Hall                 | Trevor McDonald | Des O'Connor                                  |
| 8ª     | 15 de outubro de 2002 | Royal Albert Hall                 | Trevor McDonald | Ant & Dec                                     |
| 9ª     | 28 de outubro de 2003 | Royal Albert Hall                 | Trevor McDonald | Sir Trevor McDonald                           |
| 10ª    | 26 de outubro de 2004 | Royal Albert Hall                 | Trevor McDonald | Caroline Quentin                              |
| 11ª    | 25 de outubro de 2005 | Royal Albert Hall                 | Trevor McDonald | Jamie Oliver                                  |
| 12ª    | 31 de outubro de 2006 | Royal Albert Hall                 | Trevor McDonald | Sir David Attenborough                        |
| 13ª    | 31 de outubro de 2007 | Royal Albert Hall                 | Trevor McDonald | Jeremy Clarkson                               |
| 14ª    | 29 de outubro de 2008 | Royal Albert Hall                 | Trevor McDonald | Simon Cowell                                  |
| 15ª    | 20 de janeiro de 2010 | The O2 Arena                      | Dermot O'Leary  | Stephen Fry                                   |
| 16ª    | 26 de janeiro de 2011 | The O2 Arena                      | Dermot O'Leary  | Sir Bruce Forsyth                             |
| 17ª    | 25 de janeiro de 2012 | The O2 Arena                      | Dermot O'Leary  | Jonathan Ross                                 |
| 18ª    | 23 de janeiro de 2013 | The O2 Arena                      | Dermot O'Leary  | Joanna Lumley                                 |
| 19ª    | 22 de janeiro de 2014 | The O2 Arena                      | Dermot O'Leary  | Não houve prêmio este ano                     |
| 20ª    | 21 de janeiro de 2015 | The O2 Arena                      | Dermot O'Leary  | David Tennant                                 |
| 21ª    | 20 de janeiro de 2016 | The O2 Arena                      | Dermot O'Leary  | Billy Connolly                                |
| 22ª    | 25 de janeiro de 2017 | The O2 Arena                      | Dermot O'Leary  | Graham Norton                                 |
| 23ª    | 23 de janeiro de 2018 | The O2 Arena                      | Dermot O'Leary  | Paul O'Grady                                  |
| 24ª    | 22 de Janeiro de 2019 | The O2 Arena                      | Dermot O'Leary  | David Dimbleby                                |
| 25ª    | 28 de janeiro de 2020 | The O2 Arena                      | David Walliams  | Sir Michael Palin                             |
| 26ª    | 9 de setembro de 2021 | The O2 Arena                      | Joel Dommett    | Line of Duty                                  |